# Innsbruck Stubaitalbahnhof

Der Stubaitalbahnhof wurde 1903 errichtet und war bis 1983 die Endstation der Stubaitalbahn in Innsbruck. Seit 1983 werden die aus Fulpmes kommenden Züge am Bahnhof vorbei, durch das Stadtgebiet von Innsbruck weitergeführt. Umgangssprachlich wird zwischen dem „Alten Stubaitalbahnhof“, welcher das Bahnhofsgelände und Gebäude von 1904 meint, und den „Neuen Stubaitalbahnhof“ als heutigem Betriebshof der Innsbrucker Verkehrsbetriebe unterschieden.
Ursprünglich war der Bahnhof neben der Brennerstraße am Fuße des Bergisels mit der Tafel Wilten-Stubai beschildert, da der Ort Wilten erst 1904 eingemeindet wurde. Auf dem Bahnhofsgelände befanden sich damals das Güterdepot, der Bahnhof mit dem Kiosk, der Wartehalle und der Fahrdienstleitung sowie die zweigleisige Remise der Stubaitalbahn. Die Remise wurde bald darauf um ein Gleis erweitert, da der Fuhrpark aufgrund des hohen Transportaufkommens stark erweitert wurde. Das Güterdepot wurde 1974 abgerissen, nachdem der Warentransport auf der Stubaitalbahn eingestellt wurde.
Nach der Umstellung der Stubaitalbahn auf Gleichstrom 1983 wurde der Bahnhof nicht mehr gebraucht und die Gleisanlage auf dem Remisenvorplatz entfernt. Die Tiroler MuseumsBahnen – ein dazumal neu gegründeter Verein – bekamen die Gebäude, um dort die Fahrzeuge museal erhalten zu können. In der ehemaligen Fahrdienstleitung und dem Warteraum wurde das Localbahnmuseum eingerichtet. Über die Jahre wurde wieder eine neue Gleisharfe auf dem Vorplatz verlegt und ein Anschluss zum Bestandsnetz der Innsbrucker Verkehrsbetriebe hergestellt. 2000 wurde die Remise generalsaniert.
Im Sommer 2007 konnte die Stubaitalbahn aufgrund von Wartungsarbeiten der Weichen im Betriebshof der Innsbrucker Verkehrsbetriebe nicht bis in das Stadtzentrum geführt werden, weswegen der alte Stubaitalbahnhof nach 24 Jahren für einige Wochen wieder reaktiviert wurde.

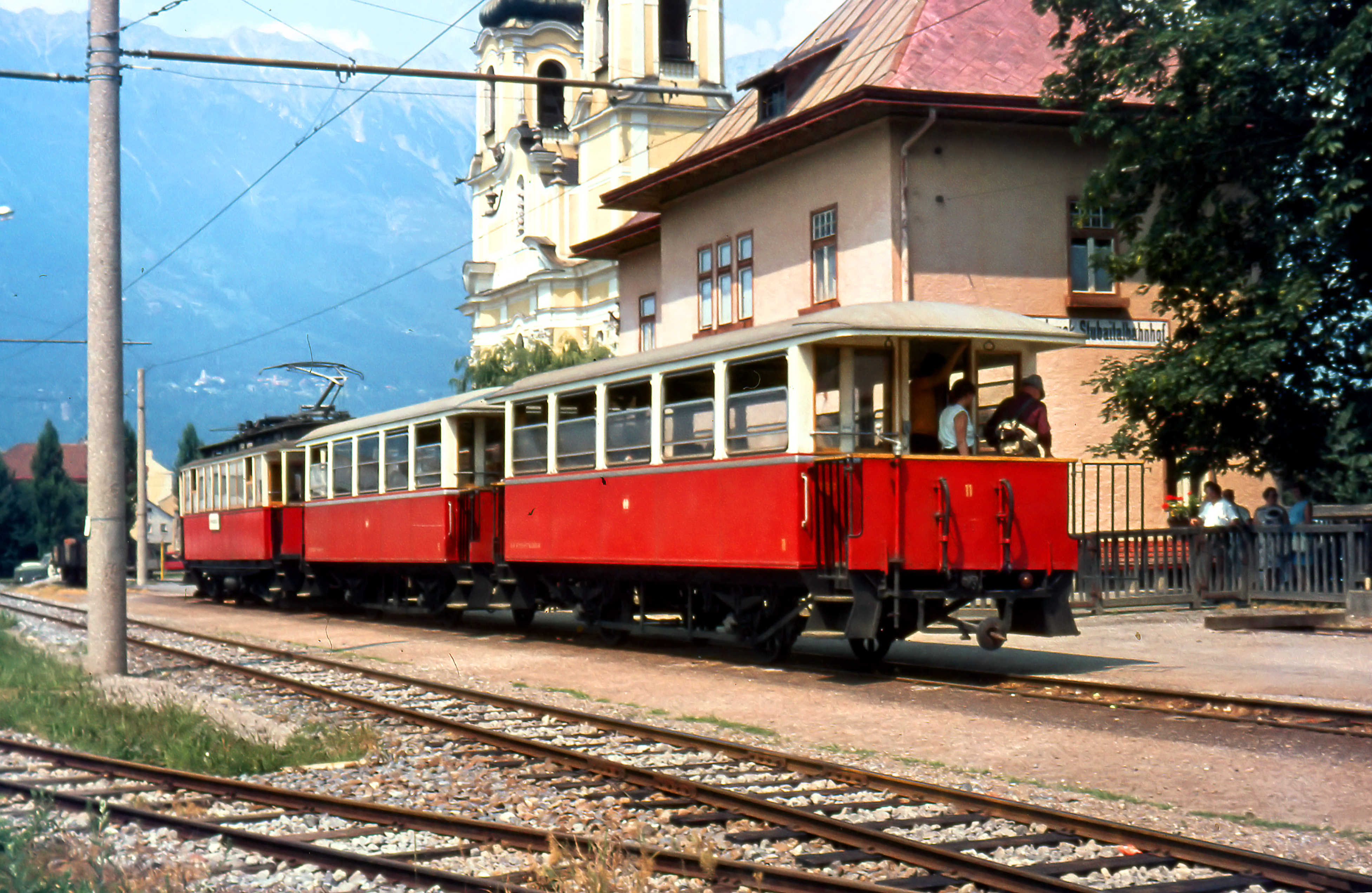
Stubaitalbahnhof (1972)
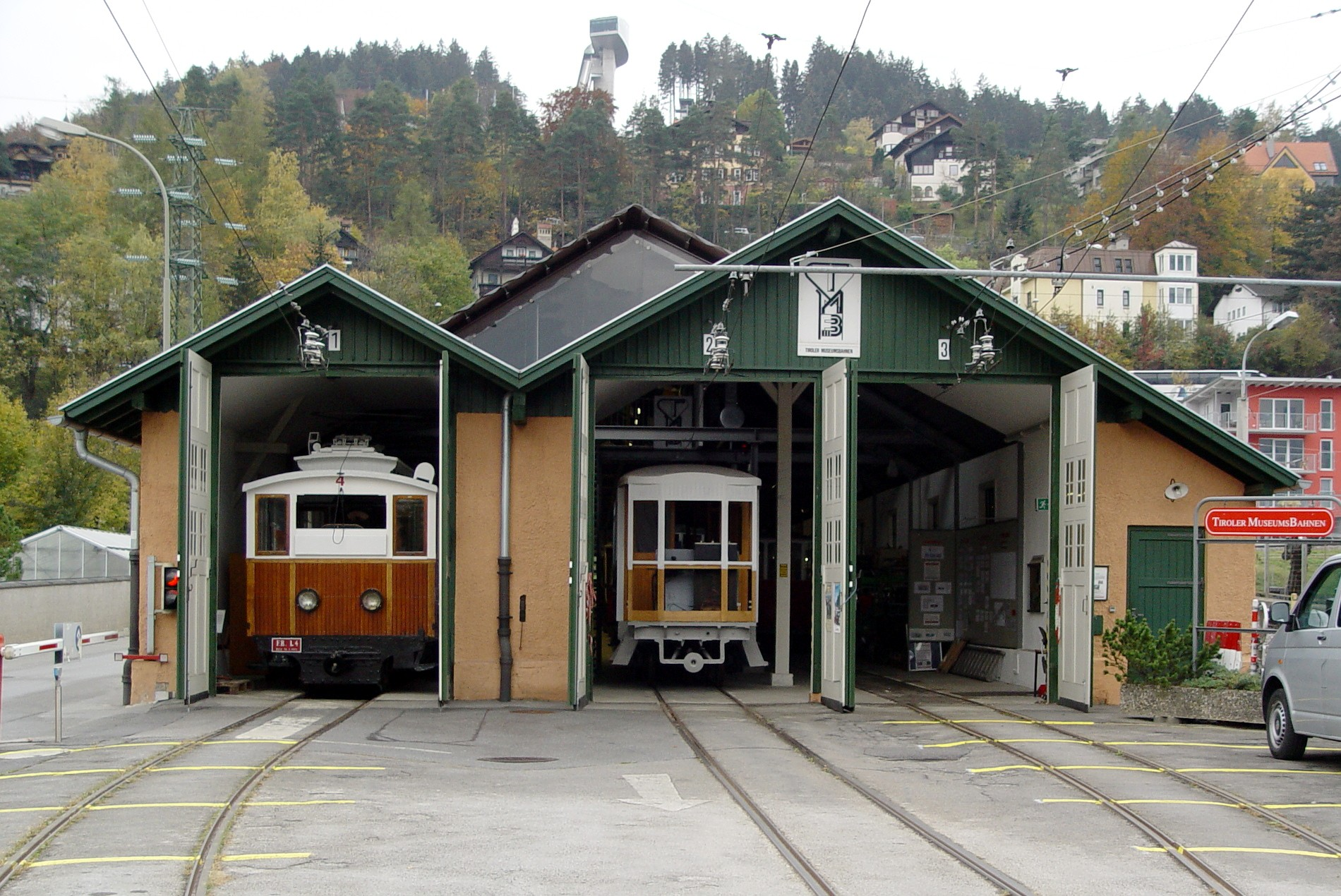
Remise des Stubaitalbahnhofs
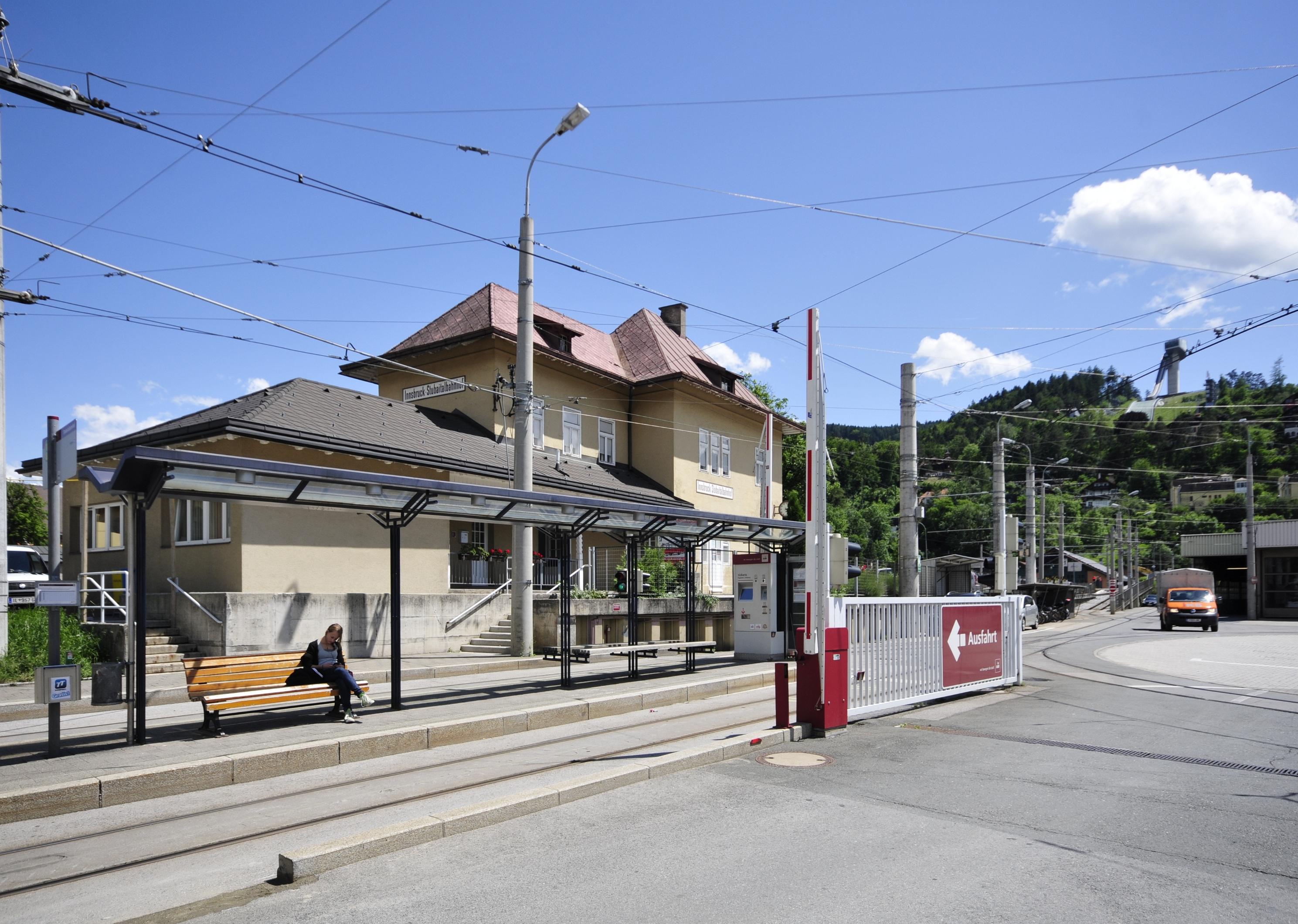
Aktuelle Haltestelle beim Stubaitalbahnhof